# Infinitely Polar Bear
Infinitely Polar Bear is een Amerikaanse film uit 2014, geschreven en geregisseerd door Maya Forbes, met Mark Ruffalo en Zoe Saldana in de hoofdrol. De film ging in première op 18 januari op het Sundance Film Festival.

## Verhaal
Cameron Stuart is een manisch-depressieve vader die probeert zijn vrouw terug te winnen nadat hij na een zenuwinzinking en het verlies van zijn baan in het ziekenhuis beland is. De rijke familie van Cameron geeft geen enkele steun aan het echtpaar. Maggie heeft een plan, ze wil naar New York verhuizen om een diploma te halen in 18 maanden tijd. Cameron zal in Boston anderhalf jaar lang alleen verantwoordelijk zijn voor de opvoeding van hun twee dochters.

## Rolverdeling
| Acteur             | Personage      |
| ------------------ | -------------- |
| Mark Ruffalo       | Cameron Stuart |
| Zoe Saldana        | Maggie Stuart  |
| Imogene Wolodarsky | Amelia Stuart  |
| Ashley Aufderheide | Faith Stuart   |
| Keir Dullea        | Murray Stuart  |
| Beth Dixon         | Pauline Stuart |
| Muriel Gould       | Gaga           |

## Prijzen en nominaties
De belangrijkste
| Jaar | Prijs              | Categorie                                     | Genomineerde(n) | Uitslag                       |
| ---- | ------------------ | --------------------------------------------- | --------------- | ----------------------------- |
| 2016 | Golden Globe Award | Beste acteur in een komische of muzikale film | Mark Ruffalo    | Uitreiking op 10 januari 2015 |